# Fenilcetonurie
Fenilcetonuria [phenylketonuria (abreviată PKU) în engleză, phénylcétonurie în franceză] este o boală genetică gravă determinată de o tulburare a metabolismului fenilalaninei, un aminoacid prezent în alimente. Această boală, cunoscută și sub numele de hiperfenilalaninemie, afectează un nou-născut din 16.000 și este responsabilă, în absența tratamentului adecvat, de apariția unei întârzieri mintale cu instalare progresivă (numită și oligofrenie fenilpiruvică). În unele țări, inclusiv în România, există programe de screening neonatal pentru depistarea precoce a fenilcetonuriei.

## Istoric
Fenilcetonuria a fost descoperită de către medicul norvegian Ivar Asbjørn Følling, în 1934, care a observat că hiperfenilalaninemia (HFA) este asociată cu o întârziere mintală. În Norvegia această maladie este încă numită „boala lui Følling”, după numele celui care a descoperit-o și care a fost unul dintre primii medici care au efectuat un studiu biochimic aprofundat al bolii.
Analizând urina a doi copii cu întârziere mintală (un frate și o soră), el a cerut unui mare număr de medici din regiunea înconjurătoare orașului Oslo să testeze și urina altor pacienți cu întârziere mintală. Aceasta a dus la descoperirea aceleiași substanțe la alți 8 pacienți, substanță caracterizată destul de rudimentar la epoca respectivă. Teste chimice efectuate au arătat că reacțiile chimice cu această substanță determinau formarea de benzaldehidă și acid benzoic ducând la concluzia că substanța conținea un inel benzenic. Analizele ulterioare au arătat că substanța avea aceeași temperatură de fuziune ca și acidul fenilpiruvic, indicând astfel că aceasta era substanța care se găsea în urină.
În 1953 Horst Bickel a propus tratamentul prin regim alimentar iar în 1963 Robert Guthrie a creat testul de depistare în masă (screening) la nou-născut .

## Genetică
În hepatocite (celulele ficatului), o enzimă numită fenilalaninhidroxilază determină transformarea fenilalaninei în exces în tirozină, un alt aminoacid. La bolnavii cu fenilcetonurie gena responsabilă de sinteza enzimei fenilalaninhidroxilază este mutantă. Boala are transmitere autozomală recesivă, ceea ce înseamnă că ambele alele sunt mutante la indivizii bolnavi. Există și o variantă rară a bolii în care fenilalaninhidroxilaza este normală și în care coenzima tetrahidrobioptenină (BH4) nu este sintetizată. Această variantă este diagnosticată prin testul de încărcare cu BH4 care permite normalizarea totală sau parțială a concentrației de fenilalanină.
La bolnavii cu fenilcetonurie nu se poate realiza transformarea fenilalaninei în tirozină; fenilalanina se acumulează în sânge în timp ce concentrația tirozinei scade. Excesul de fenilalanină în sânge este toxic pentru sistemul nervos și perturbă dezvoltarea creierului copilului ducând la întârziere mintală. Diminuarea concentrației tirozinei duce la scăderea producției de melanină ce determină tenul pal și decolorarea părului și ochilor.
Excesul de fenilalanină este transformat în fenilcetone (în special în acid fenilpiruvic) care sunt excretate prin urină (de aici și numele bolii). Transpirația și urina indivizilor bolnavi au un miros specific datorat prezenței de cetone.
Gena care determină sinteza enzimei fenilalaninhidroxilază este localizată pe cromozomul uman 12. Au fost identificate peste 500 de alele mutante ale acestei gene ce determină sinteza de proteine cu activitate enzimatică mai mult sau mai puțin importantă, determinând astfel forme mai mult sau mai puțin grave ale bolii. Tipul predominant de mutație depinde de localizarea geografică.

## Fiziopatologie
Fenilalanina în exces pătrunde în creier și provoacă anomalii ale substanței albe de tipul demielinizare, rezultând în final tulburări neuropsihologice grave. Ea poate, de asemenea, să determine diminuarea sintezei unor proteine cerebrale.

## Epidemiologie
Prevalența bolii este între 1:3.000 și 1:30.000. Prevalența bolii este mai ridicată în Turcia și mult redusă în Finlanda sau în Tailanda.

## Diagnostic

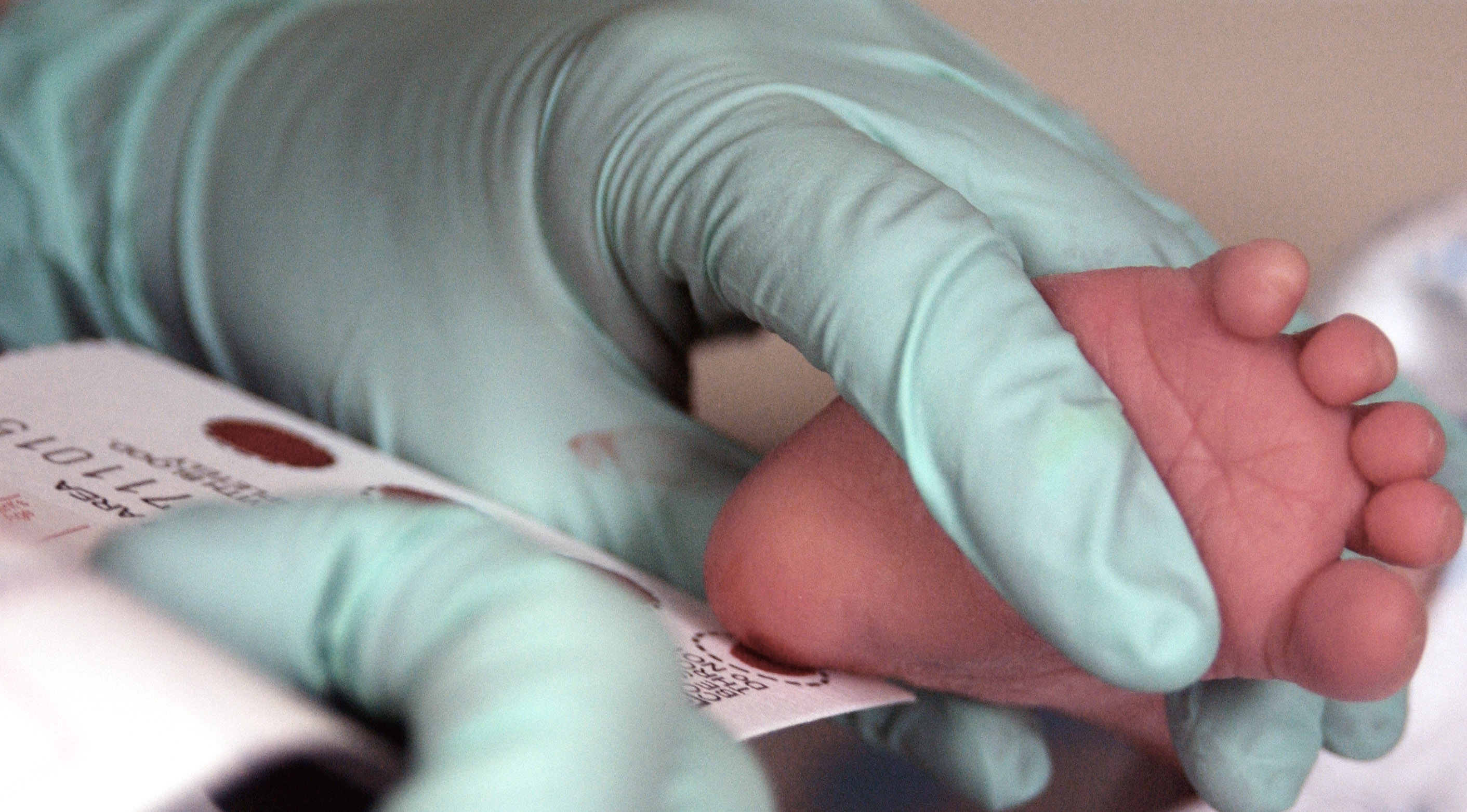
Recoltarea de sânge de la nou-născut pe o hârtie specială în scopul realizării testului Guthrie pentru detectarea fenilcetonuriei.

Boala este ușor de diagnosticat în perioada postnatală prin prelevarea unei mici cantități de sânge cu ajutorul cărei se realizează testul lui Guthrie, după numele lui Robert Guthrie, medicul care a realizat pentru prima dată acest test. Depistarea neonatală a fenilcetonuriei este un examen de rutină în multe țări industrializate, combinată, în general, cu analiza funcției tiroidiene sau cu depistarea altor boli metabolice.
În trecut diagnosticul era stabilit prin identificarea unor anumite simptome și prin prezența în urină de produși alternavi ai metabolismului. Astăzi, diagnosticul fenilcetonuriei reprezintă un exemplu tipic de depistare precoce a unei boli specifice. Testul lui Guthrie este un examen simplu, fără complicații, ieftin și simplu, care duce la diagnosticarea sigură și în timp util a unei boli grave pentru care există o strategie clară de tratament adaptat.
Elementul esențial este examinarea tuturor nou-născuților încă din primele zile de viată. În Austria acest test de screening, care este folosit din 1966, permite în fiecare an diagnosticarea a 8 – 10 cazuri noi, cazuri ce sunt tratate corespunzător. În Germania testul lui Guthrie a fost înlocuit cu testul prin spectrometrie de masă în tandem ce permite diagnosticarea la nou născut și a altor anomalii metabolice ale aminoacizilor sau a altor boli congenitale curabile.
Testul lui Guthrie este doar un test de screening. Dacă acesta indică un rezultat anormal, alte teste sunt realizate pentru confirmarea bolii și precizarea tipului înainte de instituirea tratamentului: cromatografie pe coloană, test de încărcare cu tetrahidrobiopterină, dozarea biopterinei și neopterinei în urină și determinarea activității enzimatice a dihidropterinreductazei în globulele roșii pentru a exclude o fenilcetonurie atipică la care tratamentul este diferit.
Diagnosticul prenatal poate fi realizat la mamele bolnave de fenilcetonurie prin analiza lichidului amniotic obținut prin amniocenteză. Analiza permite identificarea bolii la făt. Boala fiind autozomal recesivă, fătul poate fi bolnav doar dacă tatăl este heterozigot (este purtător sănătos al unei alelel mutante). În acest caz riscul fătului de a avea boala este de 50% (fătul primește obligatoriu o alelă mutantă de la mamă – care este bolnavă – și în jumătate de cazuri alela mutantă de la tată), în restul cazurilor fiind heterozigot normal.

## Valori
| Fenilalanină (mg/100ml) | Concentrație normală | Concentrație la bonav |
| ----------------------- | -------------------- | --------------------- |
| În plasmă               | 1 - 10               | 15 - 63               |
| În urină                | 30                   | 300 - 1000            |

Gravitatea fenilcetonuriei este direct corelată cu concentrația fenilalaninei în sânge. Ea poate fi determinată, de asemenea, în funcție de doza de fenilalalnină tolerată în regimul alimentar.

## Tratament
Copilul bolnav poate avea o dezvoltare cerebrală normală dacă urmează un regim sărac în fenilalanină. Dezvoltarea cerebrală este cu atât mai normală cu cât regimul este mai riguros și cu cât concentrația sangvină a fenilalaninei este mai scăzută. Performanțele la testele neuropsihologice depind de aceiași parametri.
Acest regim este foarte sever și adesea dificil de urmat. El implică eliminarea tuturor alimentelor ce conțin fenilalanină: carne, pește, ouă, lapte și derivate din lapte, legume feculente (fasole, mazăre), cartofi, pâine, cereale, etc.. Acest regim trebuie suplimentat cu aminoacizi esențiali pentru a evita carența acestora datorită regimului strict. În cadrul acestui regim sunt permise numai fructele, legumele dulciurile fara gelatina si produsele aproteice.
În funcție de rezultatul testului de încărcare cu BH4, administratrea  acesteia poate permite un regim mai puțin strict.
Alte modalități de tratament sunt în studiu: încărcarea cu aminoacizi neutri care ar permite, cel puțin teoretic, diminuarea trecerii fenilmalaninei în sistemul nervos central sau creșterea degradării fenilalaninei prin administrarea unei enzime, fenilalaninamoniuligază. Terapia genică este o altă cale importantă, testele la modele animale fiind promițătoare.

## Fenilcetonuria maternă
Când femeile cu fenilcetonurie sunt însărcinate, este esențial pentru sănătatea fătului ca nivelul concentrației fenilalaninei să fie menținut scăzut înainte și în timpul sarcinii, concentrațiile ridicate ale fenilalaninei în mediul intra-uterin matern putând determina ca fenilalanina să traverseze placenta. În acest caz, nou-născutul poate să prezente o cardiopatie congenitală, o întârziere a creșterii, o microcefalie și un handicap intelectual. Femeile bolnave de fenilcetonurie nu prezintă un risc suplimentar de complicații în timpul sarcinii.
Femeile bolnave de fenilcetonurie care doresc un copil trebuie să scadă concentrația fenilalaninei sangvine înainte de a fi însărcinate și trebuie să-și controleze în mod regulat concentrația acestei pe tot timpul sarcinii, printr-un regim strict controlat de un dietetician și prin dozări sangvine periodice .
Atunci când concentrația fenilalaninei este menținută scăzută pe timpul sarcinii riscul nou-născutului de a avea anomalii congenitale nu este mai crescut decât cel al unui nou-născut cu o mamă fără fenilcetonurie. Nou-născuții cu fenilcetonurie pot fi alăptați la sân. Unele cercetări au arătat că alimentația nou-născuților cu fenilcetonurie exclusiv la sân poate compensa efectele deficienței, chiar dacă în timpul periaodei de alăptare mama terbuie să respecte un regim strict pentru a conserva o concentrație scăzută a fenilalaninei.